# Drina donina
Drina donina är en fjärilsart som beskrevs av William Chapman Hewitson 1865. Drina donina ingår i släktet Drina och familjen juvelvingar. Inga underarter finns listade i Catalogue of Life.

## Bildgalleri

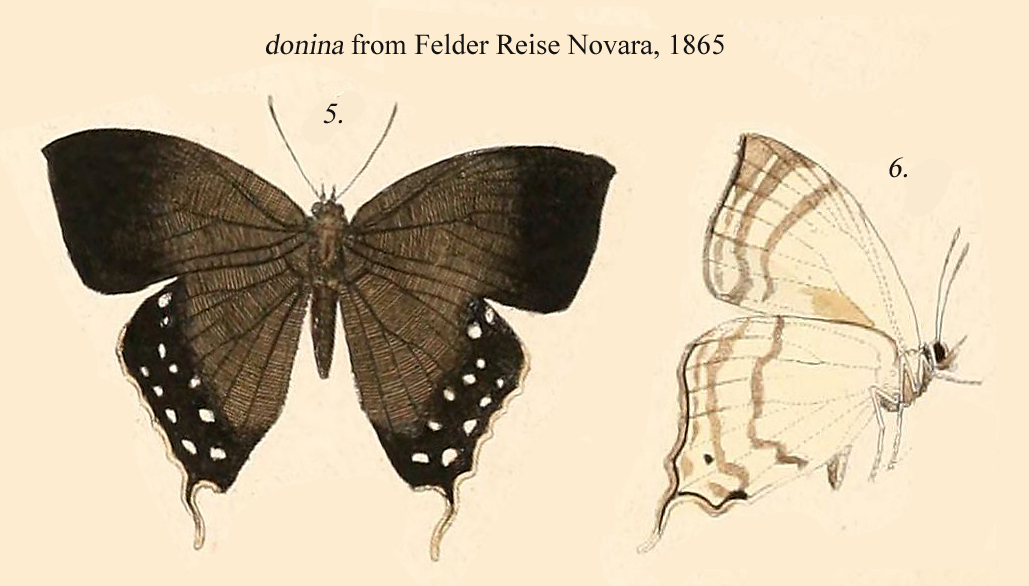
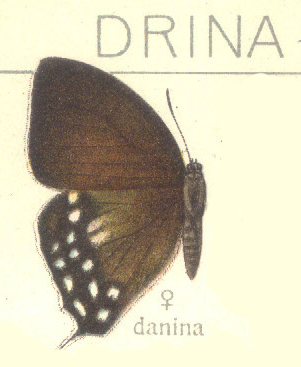
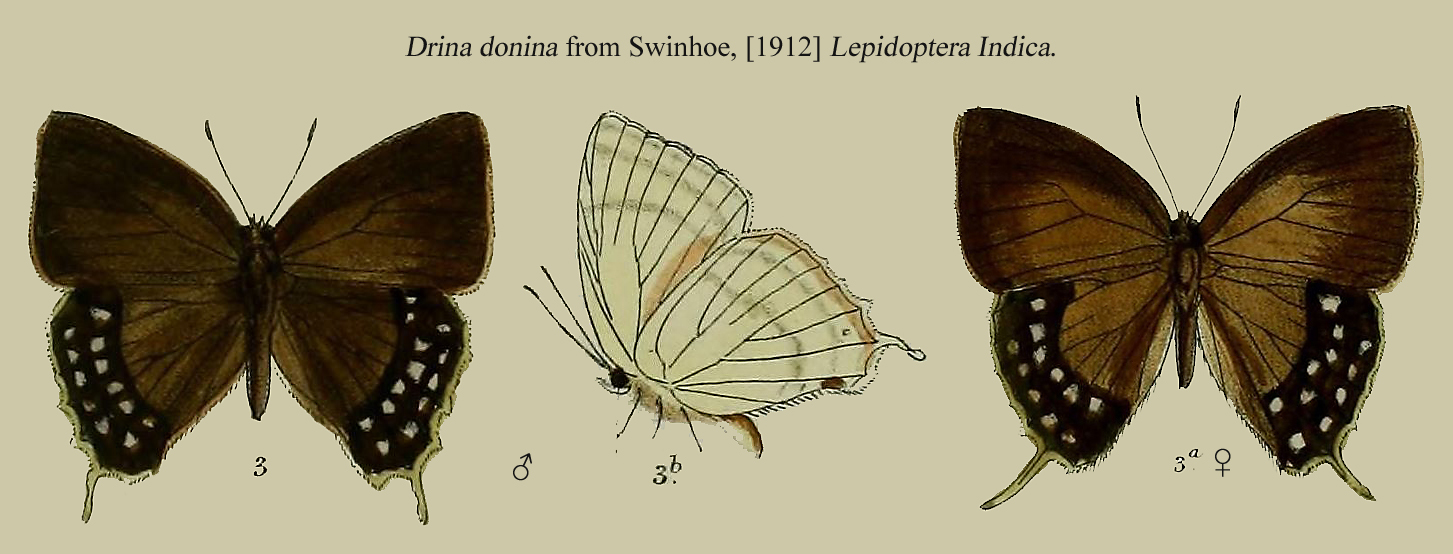
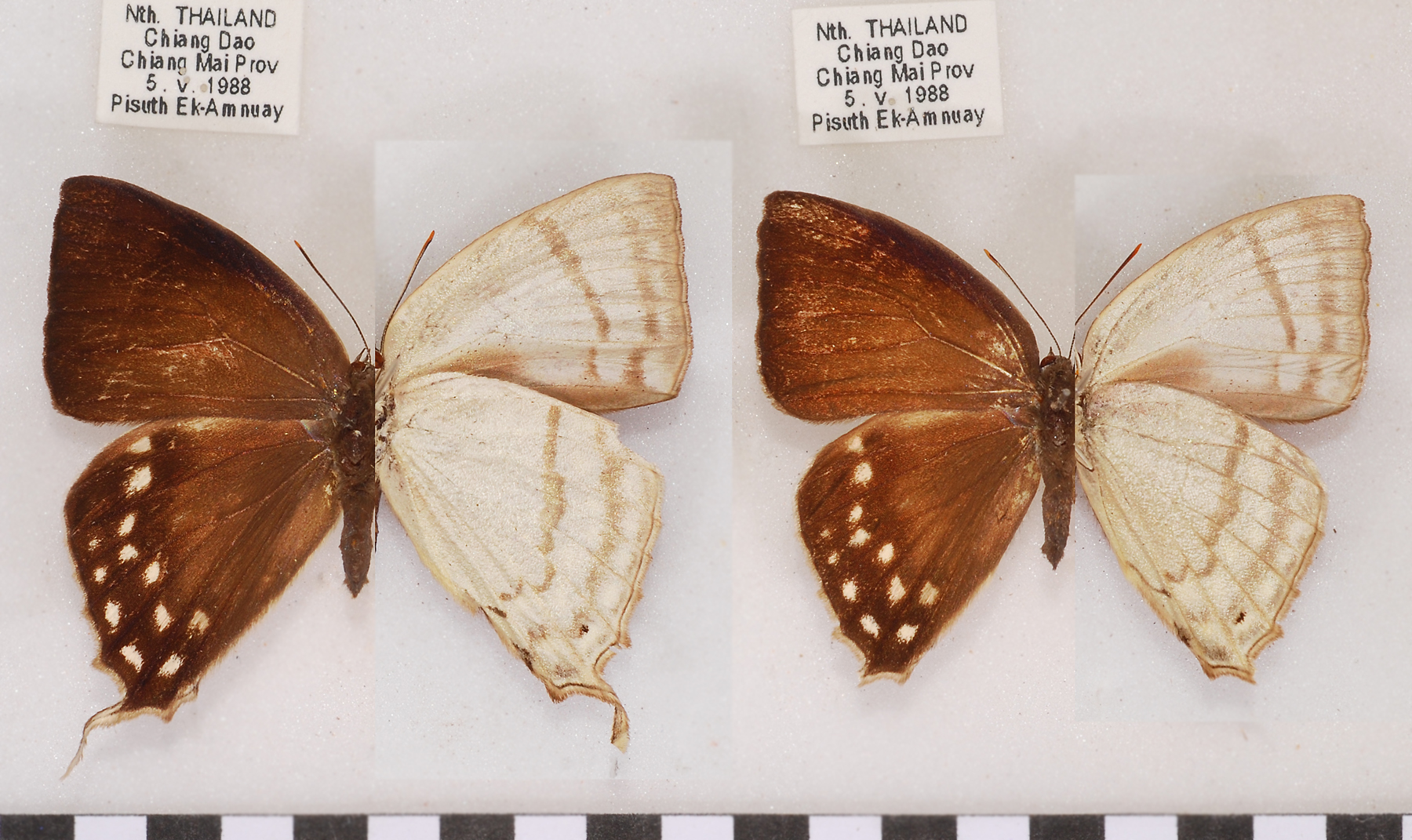
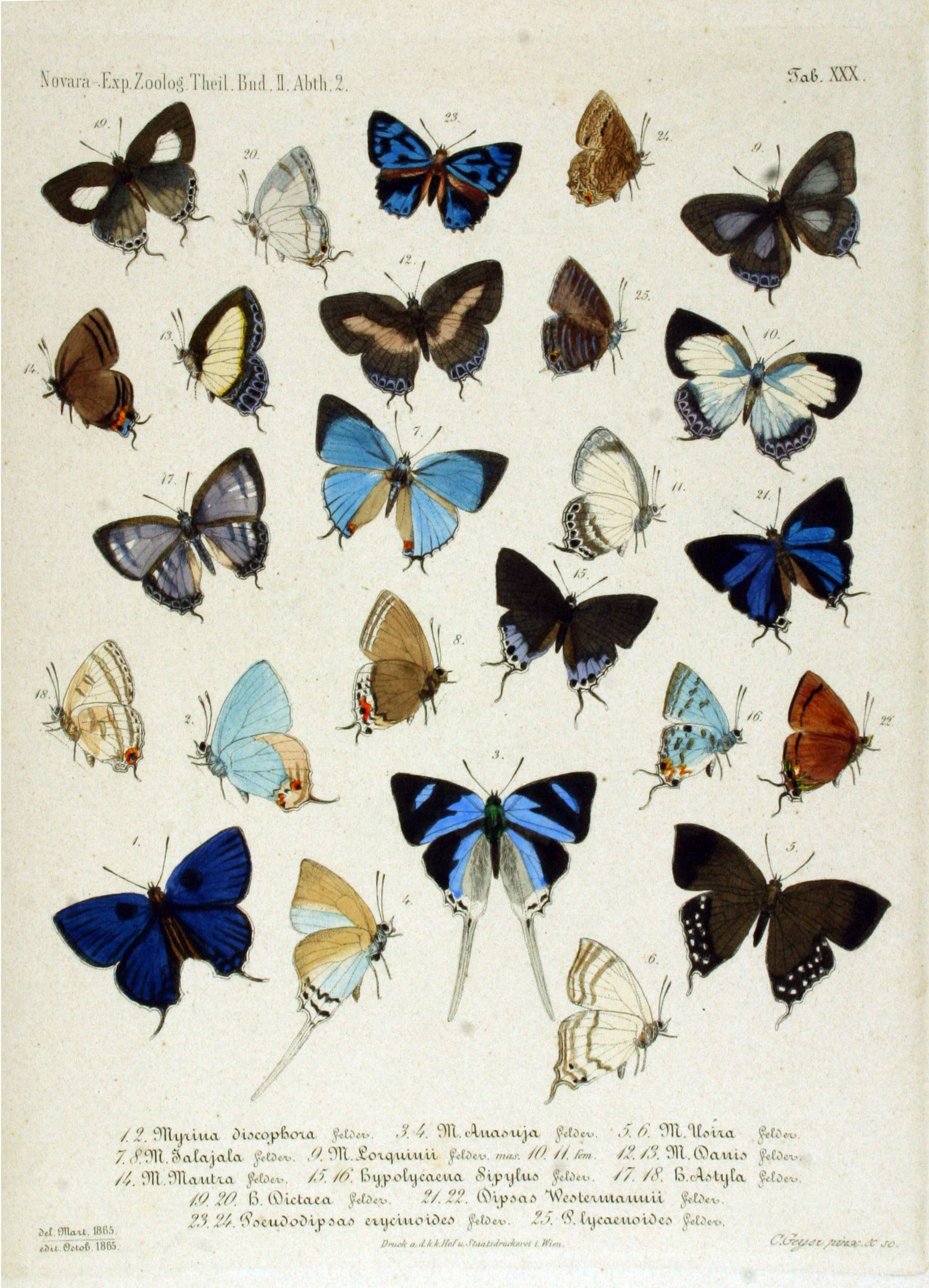